# يومان في باريس (فلم)
يومان في باريس  (بالإنجليزية: 2 Days in Paris) هو فيلم كوميدي تم إنتاجه في فرنسا وألمانيا وصدر في سنة 2007. الفيلم من إخراج جولي دلبي.

## بطولة
- جولي دلبي
- دانيال برول

## الميزانية والإيرادات
حقق أرباحا تقدر بـ 19,705,002 دولار.

## وصلات خارجية
- مقالات تستعمل روابط فنية بلا صلة مع ويكي بيانات

1. ↑  "معلومات عن يومان في باريس (فيلم) على موقع cinema.de". cinema.de. مؤرشف من الأصل في 2019-12-16.
2. ↑  "معلومات عن يومان في باريس (فيلم) على موقع synchronkartei.de". synchronkartei.de. مؤرشف من الأصل في 2019-12-15.
3. ↑  "معلومات عن يومان في باريس (فيلم) على موقع ui.eidr.org". ui.eidr.org. مؤرشف من الأصل في 2019-12-16.